# Fluoruro di berillio
Il fluoruro di berillio è il composto inorganico binario di berillio e fluoro ed è anche il sale di berillio dell'acido fluoridrico, avente formula BeF2. In condizioni normali è un solido incolore di aspetto vetroso, molto solubile in acqua e molto tossico. Il composto è usato principalmente per la produzione di berillio elementare tramite riduzione con magnesio metallico.

## Storia
Il primo a descrivere sintesi e proprietà del fluoruro di glucinio (denominazione ottocentesca per il berillio) fu Paul Lebeau nel 1898. Lebeau fece reagire l'idrossido di glucinio con acido fluoridrico ricavando l'ossifluoruro di glucinio; questo fu poi seccato ad alta temperatura in corrente di acido fluoridrico permettendo di isolare BeF2 anidro.

## Sintesi
Il fluoruro di berillio si prepara a partire dall'idrossido di berillio grezzo derivante dalla lavorazione di minerali di berillio (berillo o bertrandite). L'idrossido di berillio è dapprima trattato con una soluzione di idrogenodifluoruro d'ammonio ottenendo il tetrafluoroberillato d'ammonio. Quest'ultimo è quindi riscaldato ad alta temperatura ottenendo così BeF2 anidro.
Be(OH)2 + 2 (NH4)HF2  →  (NH4)2[BeF4] + 2 H2O
(NH4)2[BeF4]  →  2 NH4F + BeF2

## Struttura
Il fluoruro di berillio in condizioni normali è un solido vetroso e con una struttura simile alla silice vetrosa: ogni atomo di berillio è tetracoordinato a quattro atomi di fluoro con geometria tetraedrica quasi regolare (Be sp3), e ciascun atomo di fluoro è bicoordinato a due atomi di berillio. Il fluoruro di berillio è difficile da cristallizzare ma, analogamente al quarzo, può dar luogo a varie forme cristalline che somigliano ciascuna alle modificazioni allotropiche di SiO2: quarzo-α, quarzo-β, cristobalite e tridimite. Nella forma analoga al quarzo-α la distanza Be–F risulta 154,2 pm. Passando ai fluoruri degli elementi che seguono il berillio nel suo gruppo, la struttura cristallina cambia: è del tipo rutilo per MgF2 e del tipo fluorite per CaF2.
Il solido è un materiale isolante con band gap notevole di 13,8 eV ed è riportato avere uno degli indici di rifrazione più bassi,1,275.
In fase liquida BeF2 mostra una struttura dove il berillio ha una coordinazione tetraedrica fluttuante, con comportamento che somiglia per alcuni versi a quello dell'acqua allo stato liquido, o del quarzo fuso. Questo stato fuso conduce la corrente elettrica molto poco e anche per questo BeF2 è considerato un composto essenzialmente covalente.
Il fluoruro di berillio in fase vapore è costituito da molecole discrete BeF2 con disposizione lineare (simmetria D∞h) e una distanza Be–F di 137,4 pm, valore decisamente minore della somma dei raggi ionici efficaci di Be++ e F – (178 pm); la discrepanza con la somma dei raggi covalenti (153 pm) è minore, ma significativa.
L'accorciamento rispetto al singolo legame ionico o al sin golo legame covalente tra Be e F indica un ulteriore contributo di legame; in termini di teoria del legame di valenza si può descrivere la molecola, attraverso la risonanza, con forme limite che presentano legami covalenti polari di tipo σ ed anche di tipo π tra F e Be:
F –  Be++  F –  ↔  F–Be+  F –  ↔  F –  Be+–F  ↔  F–Be–F  ↔  F+=Be––F  ↔  F–Be–=F+  ↔  F+=Be2–=F+
La molecola BeF2 è isoelettonica sia con CO2, che con SiO2, con l'atomo di berillio ibridato sp. Il suo comportamento nel passaggio a stati condensati (liquido o solido) somiglia a quello della silice, in cui l'atomo centrale (Si) è tetraedrico e tetracoordinato (sp3), come qui l'atomo di berillio. Questo a differenza di quello di C del ghiaccio secco in cui il carbonio è bicoordinato (C sp) in molecole discrete. 

## Proprietà e reattività
Il fluoruro di berillio è un composto termodinamicamente stabilissimo: ΔHƒ° = -1026,75 kJ/mol, appena un po' meno di MgF2 (-1.124,2 kJ/mol), cioè del fluoruro dell'elemento seguente nello stesso gruppo. In condizioni ambiente si presenta come un solido igroscopico inodore che fuma in presenza di umidità idrolizzandosi. In acqua è molto solubile e si scioglie formando inizialmente BeF2(H2O)2, [BeF(H2O)3]+ e successivamente [Be(H2O)4]2+ ed anche altri ioni idratati tra i quali BeF+, BeF3– e BeF42–. Queste reazioni di idrolisi impediscono di isolare BeF2 da soluzioni acquose. La facile solubilità di BeF2 è connessa al raggio ionico efficace dello ione Be++, che è molto piccolo (45 pm) e che quindi si idrata molto meglio in soluzione acquosa, e tale raggio è parecchio diverso da quello di F– (133 pm); per confronto, quello di Mg++ ammonta a 72 pm (decisamente meno sproporzionato) e MgF2 risulta praticamente insolubile in acqua, anche se la sua struttura cristallina (tipo rutilo) è diversa e più coesa, con Mg in coordinazione ottaedrica. Il BeF2 è anche leggermente solubile il alcool.
BeF2 è un acido di Lewis e può catturare facilmente molecole neutre donatrici, come NH3 e H2O (vedi idratazione vista sopra), ma ancor meglio specie anioniche, come ad esempio ioni alogenuro: in presenza di ioni fluoruro, in particolare, forma diversi ioni complessi (fluoroberillati) con il berillio tri- o tetracoordinato, tipo BeF3–, BeF42–, Be2F5–,  Be2F73–.

## Usi
Il fluoruro di berillio è un importante intermedio per ottenere berillio metallico. A tal scopo BeF2 viene ridotto con magnesio a circa 1300 ºC in un crogiolo di grafite:
BeF2 + Mg → Be + MgF2

## Tossicità / Indicazioni di sicurezza
Come tutti i composti di berillio, anche BeF2 è fortemente tossico. Il fluoruro di berillio è inoltre classificato come cancerogeno e pericoloso per l'ambiente acquatico.